# Vittorio Veneto
För andra betydelser, se Vittorio Veneto (olika betydelser).
Vittorio Veneto är en stad och kommun i provinsen Treviso i regionen Veneto i Italien. Kommunen hade 28 148 invånare (2018) och gränsar till kommunerna Alpago, Belluno, Cappella Maggiore, Colle Umberto, Conegliano, Fregona, Limana, Revine Lago, San Pietro di Feletto och Tarzo.